# Плачещ кипарис
Плачещият кипарис (Cupressus funebris) е вид растение от семейство Кипарисови (Cupressaceae). Видът е незастрашен от изчезване.

## Разпространение
Разпространен е в Китай.